# 黃昌 (成化進士)
黃昌（1448年—？），字景文，江西撫州府金谿縣人，民籍，明朝政治人物。

## 生平
江西鄉試第十二名舉人。成化二十三年（1487年）中式丁未科會試第三百十九名，三甲第一百四十一名進士。

## 家族
曾祖黃煥明；祖父黃允中；父黃肅淳，母丘氏。永感下。